# Chalkidona
Chalkidona (gr. Δήμος Χαλκηδόνος, Dimos Chalkidonos) – gmina w Grecji, w administracji zdecentralizowanej Macedonia-Tracja, w regionie Macedonia Środkowa, w jednostce regionalnej Saloniki. W 2011 roku liczyła 33 673 mieszkańców. Powstała 1 stycznia 2011 roku w wyniku połączenia dotychczasowych gmin: Chalkidona, Ajos Atanasios i Kufalia. Siedzibą gminy jest Kufalia, a historyczną siedzibą jest Jefira.